# Louise Roger
Pour les articles homonymes, voir Roger.
Louise Roger est une coureuse cycliste française professionnelle de la fin du  XIXe siècle.

## Biographie
Louise Roger serait nivernaise.
Louise Roger est la révélation de la saison 1897. En trois mois, elle devient la championne incontestée de la vitesse. Elle fait ses débuts à Buffalo, lors des quelques meetings féminins qui y sont donnés. Elle bat toutes ses camarades. Le 22 aout 1897, elle gagne une course battant Lisette avec qui elle gagne la course de tandems,  et qu'elle bat de nouveau à Liège,. Le 26 octobre, elle établit un nouveau record de l'heure, détrônant Hélène Dutrieu, avec 34 kilomètres 684,.
Comme Lisette, elle court pour les Cycles Gladiator et s’entraîne avec l'entraîneur anglais controversé Choppy Warburton,,.
Elle participe en décembre 1897 à une course intrigante « la Dame voilée et l'Homme masqué » organisée à Paris par Choppy Warburton. L'Homme masqué est alors Edouard Nieuport,,.
En 1898, elle gagne le championnat du monde de vitesse à Ostende en battant  Hélène Dutrieu, tenante du titre,. En janvier, elle enlève une course de douze jours, au Royal Aquarium à Londres,,,, ; en mars une course de 12 heures toujours à Londres, en août un championnat à Vichy,, en septembre l'anneau d'or à Montfermeil sur un vélo Zim Strock, des courses à Anvers, et à Berlin.
En 1899, elle gagne des courses à Berlin.
Elle bat son propre record de l'heure en 1903 à Buffalo parcourant 36,793 km sur une bicyclette Rochet à pignon fixe, avec un développement de 24 X 8 ; dépassée huit ans plus tard par Alfonsina Strada,.
Elle serait devenu ensuite coureuse automobile.